# (20352) Pinakibose
(20352) Pinakibose (1998 HC129) – planetoida z pasa głównego asteroid okrążająca Słońce w ciągu 3,55 lat w średniej odległości 2,33 j.a. Odkryta 19 kwietnia 1998 roku.